# Sam Nunn
Pour les articles homonymes, voir Nunn.
Samuel Augustus Nunn, Jr., né le 8 septembre 1938, est un juriste et homme politique américain. Actuellement coprésident et Chief Executive Officer de la Nuclear Threat Initiative (NTI), une organisation qui vise à réduire les menaces nucléaire, biologique et chimique. Il fut pendant 24 années sénateur des États-Unis pour l'État de Géorgie (de 1972 à 1997) en tant que membre du Parti démocrate. Son expérience politique et ses connaissances dans le domaine de la défense nationale firent que son nom fut avancé pour le ticket démocrate lors de la candidature de John Kerry à l'élection présidentielle de 2004. Il faisait également partie des papables pour la candidature à la vice-présidence sur le ticket démocrate de Barack Obama pour l'élection de 2008.

## Jeunesse et études
Nunn naît à Macon en Géorgie, puis il grandit à Perry. Il étudie à Georgia Tech en 1956, puis fréquente l'université Emory où il reçoit son undergraduate degree en 1960, puis sa licence en droit à la Faculté de droit de Emory en 1962. Après avoir servi dans l'active de l’United States Coast Guard, il sert encore pendant six années dans le corps de réserve de l'US Coast Guard. Nunn pratique ensuite le droit à Perry et y gère la ferme familiale.

## Carrière politique
Nunn entre en politique en tant que membre l'Assemblée générale de Géorgie en 1968. Il est élu au Sénat des États-Unis en 1972, battant le sénateur David H. Gambrell lors de la primaire démocrate et le représentant républicain Fletcher Thompson lors de l'élection au Sénat. Nunn se retire du Sénat en 1996.
Lors de son mandat au Sénat, Nunn sert comme président de la puissante « Commission des services armés » et de la « sous-commission permanente des enquêtes ».

## Source
(en) « Nunn, Samuel Augustus, (1938 - ) », sur Biographical Directory of the United States Congress